# New England Air Museum
Le New England Air Museum est un musée de l'air situé à Windsor Locks dans le Connecticut. Il jouxte l'aéroport international Bradley.

## Histoire
Le projet de créer ce musée a été lancé en 1959 à l'initiative d'un groupe d'employés de Pratt & Whitney (il s'agit donc d'une organisation privée à but non lucratif). Il a ouvert au public en 1964.

## Collections

Le grand hall d'exposition.

Les trois halls du musée (qui est le plus grand musée aérien de Nouvelle-Angleterre) exposent environ 80 aéronefs, dont la nacelle d'un ballon de 1870, un Sikorsky VS-44 (un des seuls survivants de l'ère des hydravions long-courrier), un Boeing B-29 restauré et un Lockheed L-10 Electra. Des expositions sont consacrées à des aviateurs ou groupes particuliers, comme les Tuskegee Airmen. Le musée comporte aussi une importante bibliothèque consacrée exclusivement à l'aviation, comptant quelque six mille livres, une collection de photographies, des dessins techniques, etc.